# Forever the Sickest Kids
Forever the Sickest Kids je americká pop punková hudební skupina, která vznikla v roce 2006 v Burlesonu v Texasu. Dnes čtyřčlennou kapelu vede zpěvák Jonathan Cook, dále ve skupině hrají baskytarista Austin Bello, kytarista Caleb Turman a bubeník Kyle Burns. Při turné se k nim přidává kytarista Rico Garcia, v roce 2011 ze sestavy vypadli dva původní členové klávesista Kent Garrison a kytarista Marc Stewart.
Kapela vznikla ze zbytků dvou místních kapel. Pozornosti se jí dostálo již několik dní po založení, když frontman Jonathan Cook neúmyslně zaplatil několik set dolarů na umístění na titulní straně PureVolume.com V té době neměla kapela ani jedinou píseň, a proto narychlo nahrála klip „Hey Brittney“ s prvky emo, který nahráli na titulní stranu. Díky tomu získala kapela několik nabídek od vydavatelství a nakonec přešla k Universal Motown Records. Skupina hraje převážně styly alternativní rock, pop punk s občasnými prvky emo, inspirací jí byly především kapely Bowling for Soup, Every Avenue, blink-182, New Found Glory, Weezer a Fall Out Boy.
Za dobu svého působení kapela vydala dvě studiová a čtyři EP alba. Debutové EP s názvem Television Off, Party On vydali v roce 2007. První studiové album Underdog Alma Mater z roku 2008 se umístilo na 45. pozici Billboard 200 a představilo dva nové singly „Whoa Oh! (Me vs. Everyone)“ a „She's a Lady“. Nejnovějším studiovým albem je Forever the Sickest Kids z roku 2011, které se umístilo o 12 pozic lépe než album předchozí, tj. na 33. příčce.

## Diskografie

### Studiová alba
- Underdog Alma Mater (2008)
- Forever the Sickest Kids (2011)

### EP alba
- Television Off, Party On (2007)
- The Sickest Warped Tour (2007)
- Holy Party Jamz (2008)
- The Weekend: Friday (2009)

## Členové kapely

### Současná sestava
- Jonathan Cook – zpěv
- Austin Bello – basová kytara
- Kyle Burns – bicí, perkuse
- Caleb Turman – kytara
- Rico Garcia – kytara (pouze příležitostně při turné)

### Dřívější členové
- Kent Garrison – klávesy
- Marc Stewart – kytara